# LMTK3
LMTK3‏ (Lemur tyrosine kinase 3) هوَ بروتين يُشَفر بواسطة جين LMTK3 في الإنسان.